# 마르세유 대역병

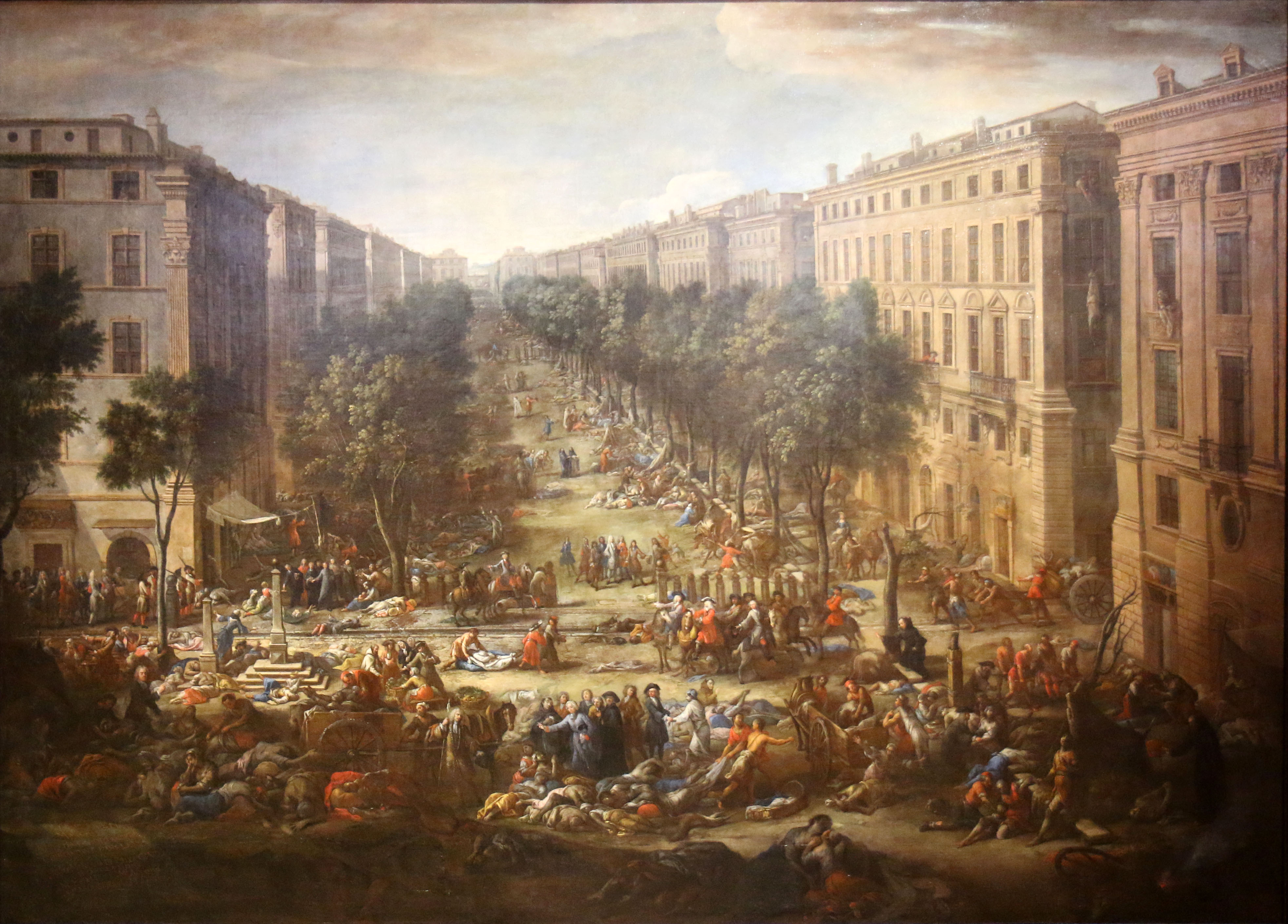
마르세유 대역병을 묘사한 현대의 그림

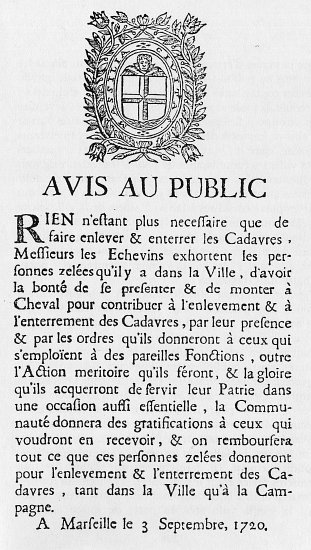
대역병 기간중 시신 처리에 대한 공공 알림문 (1720년)

마르세유 대역병(Great Plague of Marseille)은 유럽 전역에서 발생한 일련의 가래톳페스트 유행들 중 가장 마지막으로 발생한 유행이다. 1720년 프랑스 마르세유에서 발생했다. 이로써 마르세유에서만 10만명이 사망했는데, 처음 발병 후 2년 동안 5만명이, 북부 인접구에서 5만명이 사망했다.
많은 사망자가 발생했음에도 불구하고, 서인도제도, 중남미 등으로 무역 범위가 확대되면서 기존의 경제력을 회복되는 데에는 불과 몇 년밖에 걸리지 않았다. 1765년에야 1720년 이전의 인구를 회복한다.

## 발병 이전

### 위생위원회
위생위원회는 마르세유 시 최초의 행정 기구들 중 하나이다. 1580년 페스트 말기에 마르세유 사람들은 미래의 질병 확산을 통제하기 위해 마르세유 시의회는 위생 위원회를 설치해, 시의원을 비롯하여 시의 의사들이 위원을 맡았다. 정확한 창립 날짜는 알 수 없으나, 1622년 프랑스 고등법원의 판결문에서 처음 언급된다. 위생위원회는 도시의 건강을 유지하기 위해 일련의 권고안을 내놓았다.
이들은 마르세유의 보건을 유지하기 위해 관료를 임명했다. 외부의 병원체로부터 도시를 보호하는 것 외에도 공공 보건 기반 시설을 구축하였다. 마르세유 최초의 공립 병원도 이 시기에 지어져 충분한 의사와 간호사가 배정되었다. 위생 위원회는 또한 지역 의사들의 허가증을 발급했다. 위원회는 역병 기간 동안 얼마나 많은 잘못된 정보들이 돌아다녔는지를 인용하며, 인증을 받은 의사의 목록을 시민들에게 제공했다.

### 격리체계
위생위원회는 3단계의 통제 및 검역 시스템을 구축했다. 위원회 회원들은 입항하는 모든 배들을 검사하고 그들에게 세 종류의 "건강 증서"들 중 하나를 부여하였다. 이 건강증서는 배와 화물이 시내에 접근할 수 있는 수준을 결정하는데 사용되었다. 이들은 또한 배가 착륙한 모든 도시를 기록한 선장의 일지를 검토하고, 최근에 역병이 돌았다는 소문이 있던 지중해 지역 목록과 대조했다. 대표단은 또 모든 화물과 승무원, 승객을 검사해 질병의 징후를 확인했다. 만일 선원들이 질병의 징후를 보았다면 마르세유 선착장에 입항이 허가되지 않았다.
만일 1차 검사를 통과했고 질병의 징후는 없었지만 그 배가 방문한 도시들 중 역병이 일어난 도시가 포함되었다면, 그 배는 마르세유 항구 바깥의 섬들에 있는 2단계 격리 구역으로 보내졌다. 검역소(lazaretto)는 질병을 일으키는 독기를 배출하기 위한 환풍시설을 갖추고 있었다. 또한 내륙과의 원활한 의사소통 및 청소를 용이하게 하기 위해 해안에 세워졌다.
좋은 건강증서를 발급받은 이후에도 섬 외부에서 최소 18일간 검역을 거쳤다. 이 기간 동안 승무원들은 도시 주변에 건설된 검역소들 중 한 곳에서 억류되었다. 승무원들이 발급받은 건강증서의 수준에 따라 이송되는 검역소의 수준이 나뉘었다. 좋은 건강증서를 발급받은 선원들이 보내진 검역소는 한번에 많은 배와 선원을 수용할 수 있을 만큼 충분히 넓었으며, 상점도 설치되어 있었다. 만약 선원들이 역병을 보유하고 있다고 여겨지면, 마르세유 항구 앞바다에 있는 섬에 건설된 검역소로 보내졌다. 역병의 징후가 있는지 보기 위해 승무원들과 승객들은 그 곳에서 50일~60일 동안 대기해야 했다.

## 유행
처음 2년동안 9만명의 마르세유 시민들 중 5만명이 이 질병으로 사망했다.이후 엑상프로방스, 아를, 툴롱등 마르세유 북부 지역에도 페스트가 퍼져나갔다. 각 도시에서 인구의 20~50%가 감소했는데, 액상프로방스와 아를에서 25%, 마르사유에서 40%, 툴롱에서 전체 인구의 50%가 사망했다.
페스트가 어느정도 가라앉은 후 왕실 정부는 항구를 페스트로부터 방어하기 위해 라자레 다렌크(Lazaret d'Arenc)를 설치했다. 입항하고자하는 배들은 승무원들과 상품들을 검사한 후에야 통과 허가를 받았다.

## 같이 보기
- 유스티니아누스 페스트
- 페스트 폭동
- 제2차 페스트 범유행
- 제3차 페스트 범유행

## 참고 문헌
- Hildesheimer, Françoise (1980), 《Le Bureau de la santé de Marseille sous l'Ancien Régime. Le renfermement de la contagion》, Fédération historique de Provence
- Duchêne, Roger; Contrucci, Jean (2004), 《Marseille, 2,600 ans d'histoire》 (프랑스어), Fayard, ISBN 978-2-213-60197-7, Chapter 42, pages 360–378.
- Signoli, Michel; Seguy, Isabelle; Biraben, Jean-Noel; Dutour, Olivier; Belle, Paul (2002), “Paleodemography and Historical Demography in the Context of an Epidemic: Plague in Provence in the Eighteenth Century”, 《Population》 57: 829–854, JSTOR 3246618